# Fins
Fins là một xã ở tỉnh Somme, vùng Hauts-de-France, Pháp.

## Địa lý
Thị trấn này tọa lạc trên giao lộ đường D917 và đường D58, gần giáp ranh với Pas-de-Calais, khoảng 20 dặm Anh về phía tây bắc của Saint Quentin.

## Dân số
| 1962                                                           | 1968 | 1975 | 1982 | 1990 | 1999 |
| -------------------------------------------------------------- | ---- | ---- | ---- | ---- | ---- |
| 293                                                            | 313  | 296  | 258  | 243  | 257  |
| Số liệu điều tra dân số từ năm 1962, dân số không tính hai lần |      |      |      |      |      |